# Diocesi di Kells

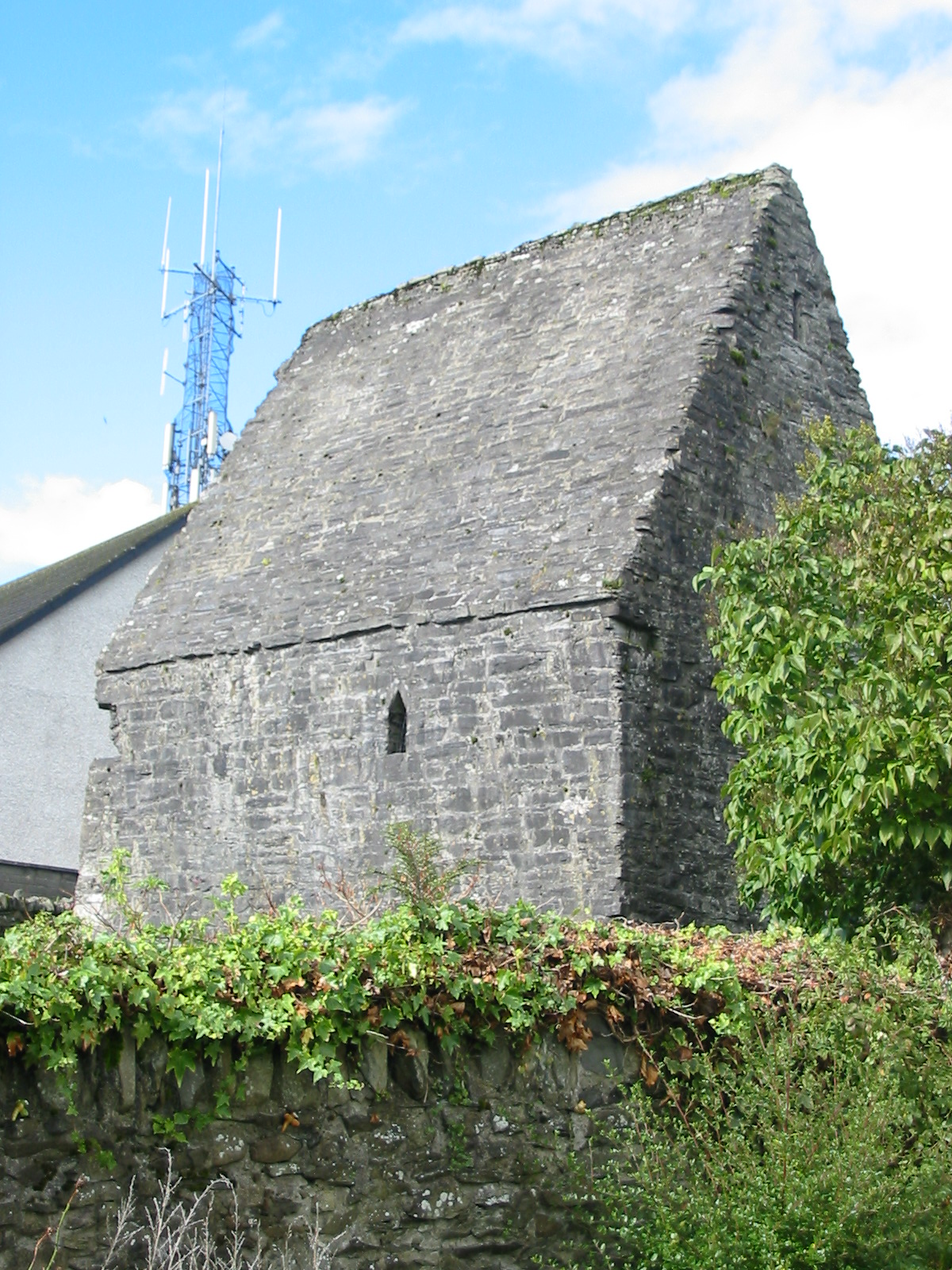
La St. Columcille's House, edificio dell'XI secolo, costruito per conservare le reliquie di san Columba di Iona.

La diocesi di Kells o Kenlis (in latino Dioecesis Cenanensis) è una sede soppressa e sede titolare della Chiesa cattolica. Per la sede titolare, immutato il latino, si usa la grafia Ceanannus Mór.

## Storia
Kells, nella contea di Meath, fu un centro monastico tra i più importanti dell'Irlanda. La più antica fondazione cristiana viene attribuita a san Patrizio, che a metà del V secolo avrebbe fondato una chiesa a Ath da Laarg, a est di Kells, che sopravvisse fino al XII secolo, documentata in una carta del 1114.
Un'altra fondazione viene attribuita dalla tradizione a san Columba di Iona verso il 554. Sembra che questa tradizione non abbia alcuna base storica poiché non si trova alcuna menzione di questa tradizione e di questa fondazione nei documenti del VII e VIII secolo.
Kells acquistò importanza dal punto di vista ecclesiastico quando agli inizi del IX secolo divenne sede di un'abbazia fondata tra l'806 e l'814 da monaci fuggiti da Iona a causa di un saccheggio compiuto dai vichinghi norvegesi. Nella stessa abbazia furono traslate alcune reliquie di san Columba, per le quali fu costruito un edificio apposito a fianco della chiesa monastica (nota oggi con il nome di St. Columcille's House). Nel corso dei secoli successivi e fino al termine del XII secolo l'abbazia fu saccheggiata e incendiata decine di volte, ma ogni volta seppe risorgere e rifiorire, diventando uno dei centri culturali e religiosi più importanti di tutta l'Irlanda.
Anche Kells, come molti altri centri nell'isola, fu un'abbazia con giurisdizione diocesana sul territorio circostante e sui molti e ricchi possedimenti che appartenevano al demanio monastico. È noto un solo monaco con il titolo di vescovo, Mael Finnén Mac Uchtain, morto nel 969, vissuto all'epoca dell'abate Dub Scuile.
Nell'XI secolo la Chiesa irlandese fu riformata con l'istituzione delle diocesi, sul modello dell'organizzazione ecclesiastica continentale, in sostituzione dell'organizzazione monastica del territorio, tipica della Chiesa irlandese. Furono celebrati due sinodi di riforma. La diocesi di Kells non è nominata fra le diocesi stabilite dal sinodo di Rathbreasail del 1111, mentre compare come suffraganea dell'arcidiocesi di Armagh nel sinodo celebrato nell'abbazia di Kells nel 1152. Nessun vescovo di Kells appare nella lista delle presenze nella seduta d'apertura del sinodo, cosa che fa supporre che la diocesi sia stata istituita proprio durante il sinodo e che il suo primo vescovo sia stato consacrato durante l'ultima sessione sinodale.
La prima menzione esplicita della diocesi è un atto del 1172, in cui appare il nome del vescovo Taddeo di Kells. Alcuni autori hanno ragionevolmente identificato questo Taddeo con Tuathail O'Conaictaig, vescovo di Breifne (in seguito diocesi di Kilmore), già presente al sinodo di Kells e morto nel 1179. Breifne e Kells erano due sedi vicine tra loro e presumibilmente erano unite in persona episcopi.
Alla morte di Tuathail O'Conaictaig fu eletto vescovo un cistercense, di cui è ignoto il nome, la cui nomina però venne contestata da Eugenio, vescovo di Clonard (in seguito diocesi di Meath), che cercò, invano, di separare Kells da Breifne per incorporarla nella sua diocesi. Sembra tuttavia, che Eugenio abbia governato la sede di Kells fino alla sua morte nel 1191. Il sinodo di Dublino del 1192 unì nuovamente Kells a Breifne.
Un altro vescovo di Kells, di cui non è fatto il nome, prese parte alla contestata elezione dell'arcivescovo di Armagh Eugene MacGillivider nel 1202. Un vescovo di Kells, citato solo con l'iniziale M., è documentato in una carta di donazione del 1211. Questo vescovo è identificato da alcuni autori con Ua Dobailen di Kilmore; gli annali irlandesi documentano la sua morte nello stesso anno 1211, menzionandolo esplicitamente come vescovo di Kells.
Le poche menzioni della diocesi di Kells tra il 1152 e il 1211 sembrano attestare che durante questo periodo la diocesi non ebbe una vita propria, ma era unita o a quella di Breifne/Kilmore o a quella di Clonard/Meath. Alla morte di Ua Dobailen la diocesi di Kells fu soppressa e incorporata nella diocesi di Meath. A partire da questo momento Kells divenne sede di un arcidiaconato di questa diocesi, con giurisdizione sui decanati di Kells, Fore e Slane, che probabilmente avevano costituito il territorio della diocesi di Kells. L'arcidiaconato di Kells fu soppresso nel 1543, mentre l'antica abbazia eretta nel IX secolo fu soppressa nel 1539.
Dal 1969 Kells è annoverata tra le sedi vescovili titolari della Chiesa cattolica con il nome di Ceanannus Mór; dall'8 febbraio 1994 il vescovo titolare è Thomas John Curry, già vescovo ausiliare di Los Angeles.

## Cronotassi

### Vescovi
- Mael Finnén Mac Uchtain † (? - 969 deceduto)
- Taddeo (Tuathail O'Conaictaig ?) † (menzionato nel 1172)
- Anonimo † (menzionato nel 1179)
- Eugenio ? † (? - 1191 deceduto)
- Anonimo † (menzionato nel 1202)
- M. (Ua Dobailen ?) † (? - 1211 deceduto)

### Vescovi titolari
- Mark Francis Schmitt (30 aprile 1970 - 21 marzo 1978 nominato vescovo di Marquette)
- James Gerard Lennon † (20 giugno 1980 - 17 ottobre 1989 deceduto)
- Thomas John Curry, dall'8 febbraio 1994